# Hoàng Xuân Chiến
Hoàng Xuân Chiến (sinh ngày 12 tháng 4 năm 1961) là một tướng lĩnh cấp cao trong Quân đội nhân dân Việt Nam, hàm Thượng tướng. Ông hiện là Thứ trưởng Bộ Quốc phòng Việt Nam  phụ trách công tác đối ngoại, biên giới. Trong Đảng Cộng sản Việt Nam, ông là Ủy viên Trung ương Đảng khóa XIII, Ủy viên thường vụ Quân ủy Trung Ương.

## Thân thế và binh nghiệp
Hoàng Xuân Chiến sinh ngày 12 tháng 4 năm 1961 tại xã Đồng Thanh, huyện Kim Động, tỉnh Hưng Yên. Ông có Học vị Tiến sĩ; Học hàm: Phó Giáo sư
Từ năm 2003 đến 2009, ông giữ cương vị Phó Giám đốc Học viện Biên phòng.
Năm 2009: ông được điều động làm Chỉ huy trưởng Bộ đội biên phòng tỉnh Thừa Thiên Huế.
Năm 2012: ông được bổ nhiệm Phó Tư lệnh Bộ đội Biên phòng Việt Nam đồng thời ông được thăng quân hàm Thiếu tướng.
Năm 2013: ông chuyển sang làm Phó Tư lệnh kiêm Tham mưu trưởng Bộ đội Biên phòng Việt Nam.
Tháng 11 năm 2015: ông được bổ nhiệm giữ chức Tư lệnh Bộ đội Biên phòng Việt Nam.
Tháng 01 năm 2016: ông trúng cử Ủy viên Ban Chấp hành Trung ương Đảng Cộng sản Việt Nam khóa XII.
Tháng 04 năm 2016: ông được thăng quân hàm Trung tướng.
Ngày 14 tháng 07 năm 2020: Tại Quyết định số 1026/QĐ-TTg, Thủ tướng Nguyễn Xuân Phúc bổ nhiệm Trung tướng Hoàng Xuân Chiến, Ủy viên Trung ương Đảng, Ủy viên Quân ủy Trung ương, Tư lệnh Bộ đội Biên phòng giữ chức Thứ trưởng Bộ Quốc phòng.
Ngày 20 tháng 7 năm 2020: tại Hà Nội, Thường vụ Quân ủy Trung ương tổ chức Hội nghị công bố, trao quyết định về công tác cán bộ. Đại tướng Ngô Xuân Lịch, Ủy viên Bộ Chính trị, Phó Bí thư Quân ủy Trung ương, Bộ trưởng Bộ Quốc phòng chủ trì hội nghị. Căn cứ vào đề nghị của Thường vụ Quân ủy Trung ương, Thủ tướng Chính phủ đã ký quyết định bổ nhiệm cán bộ giữ chức Thứ trưởng Bộ Quốc phòng: Trung tướng Hoàng Xuân Chiến, Ủy viên Trung ương Đảng, Ủy viên Quân ủy Trung ương, Tư lệnh Bộ đội Biên phòng.
Ngày 28 tháng 7 năm 2020: dưới sự chủ trì của Thượng tướng Nguyễn Chí Vịnh, Đảng ủy - BTL BĐBP tổ chức Hội nghị bàn giao chức trách, nhiệm vụ Tư lệnh BĐBP giữa Trung tướng Hoàng Xuân Chiến với Thiếu tướng Lê Đức Thái, Phó Tư lệnh - Tham mưu trưởng BĐBP, phụ trách Tư lệnh BĐBP.
Ngày 16 tháng 10 năm 2020 dưới sự chủ trì của Tổng Bí thư, Chủ tịch nước Nguyễn Phú Trọng, trao quyết định thăng hàm từ Trung tướng lên Thượng tướng cho ông Hoàng Xuân Chiến cùng với Thượng tướng Lê Huy Vịnh, Phó Tổng tham mưu trưởng QĐNDVN.
Ngày 30 tháng 01 năm 2021, Tại Đại hội đại biểu toàn quốc lần thứ XIII của Đảng, ông được bầu là Ủy viên Ban Chấp hành Trung ương Đảng Cộng sản Việt Nam khoá XIII, nhiệm kỳ 2021-2026.
Tháng 12 năm 2024 ,tham gia Ủy viên thường vụ Quân ủy Trung Ương theo đề nghị của Tổng bí thư Tô Lâm.

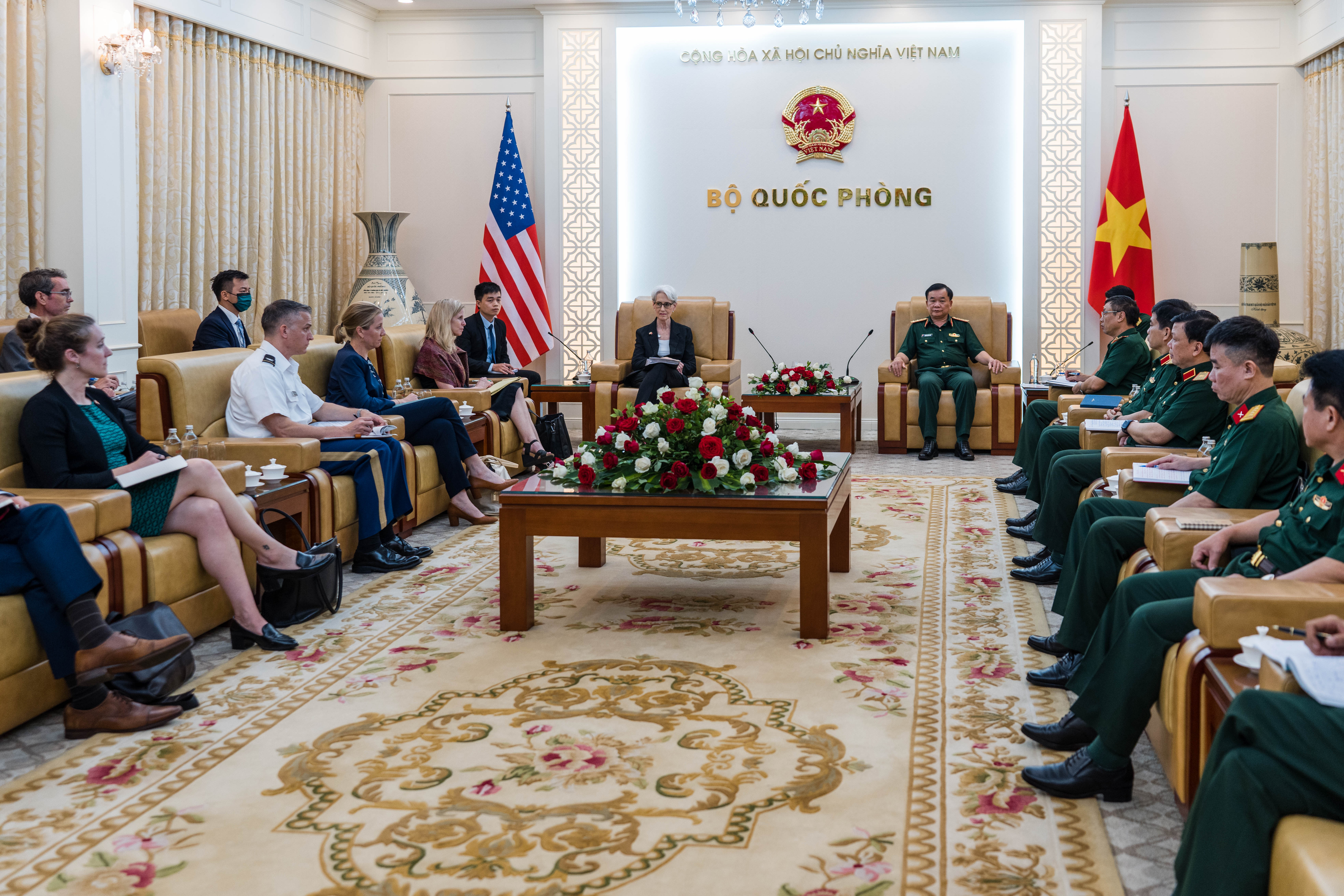
Thượng tướng Hoàng Xuân Chiến tiếp Thứ trưởng Ngoại giao Hoa Kỳ, tháng 6 năm 2022

## Lịch sử thụ phong quân hàm
| Cấp hiệu |        |          |          |           |        |             |             |              |  |  |  |  |  |  |  |
| Cấp bậc  | Đại úy | Thiếu tá | Trung tá | Thượng tá | Đại tá | Thiếu tướng | Trung tướng | Thượng tướng |  |  |  |  |  |  |  |
|          |        |          |          |           |        |             |             |              |  |  |  |  |  |  |  |